# 2022년 파리 총격

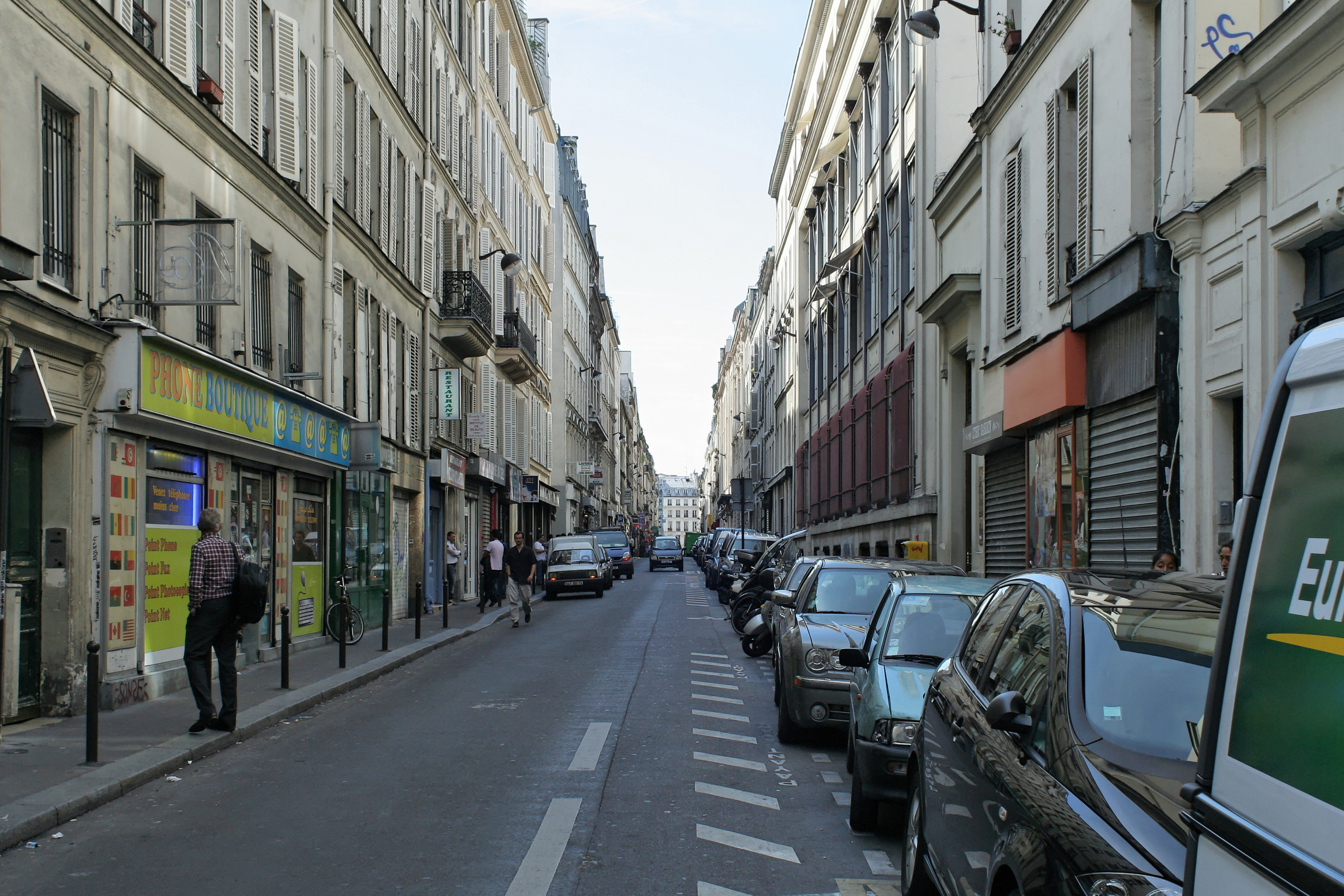

2022년 12월 23일, 프랑스 파리 10구의 쿠르드족 지역 3곳에서 대규모 총격 사건이 발생했다. 뤼당디앙(Rue d'Enghien)에 있는 쿠르드 문화 센터 안팎에서 3명이 사망하고 3명이 부상을 입었다.
수사관들은 이번 총격 사건이 우익 테러 행위라고 믿고 있다. 용의자 윌리엄 M(69)은 인종차별이 동기였다고 자백하고 "쿠르드족을 좋아하지 않는다"고 선언했다.

## 배경
이번 공격은 프랑스에서 우익 폭력사태가 증가하고 있는 가운데 이뤄졌다. 이번 공격은 2013년 1월 쿠르드족 활동가들에 대한 삼중 살인 사건 이후 거의 10년 만에 이뤄졌다.

## 총격
총격 사건은 2022년 12월 23일 정오 직전, 파리 10구 아메트 카야 쿠르드 문화센터 근처 덩기엔 거리에서 발생했다. 콜트 45로 무장한 범인은 문화센터를 향해 세 발의 총격을 가해 2명이 사망했다. 그는 이어 문화센터 맞은편 쿠르드족 식당을 향해 총 3발을 쏘아 1명이 숨졌다. 그런 다음 그는 쿠르드족 미용실에 총격을 가해 3명이 부상을 입었다.

## 피해자
이번 총격 사건으로 3명이 사망했다. (프랑스 쿠르드족 여성운동 대표 에미네 카라, 쿠르드족 가수 작곡가이자 정치적 난민, 그리고 문화센터의 단골손님이신 할아버지)
나머지 3명은 부상을 입었으며 1명은 위독한 상태다. 가해자는 체포되기 전 얼굴에 부상을 입었다.